# Сигедін Віталій Миколайович
Віталій Миколайович Сигедін (22 лютого 1937, місто Гур'євськ, тепер Кемеровської області, Російська Федерація — 1 травня 2011) — радянський і узбецький діяч, генеральний директор Алмалицького гірничо-металургійного комбінату імені Леніна Ташкентської області Узбецької РСР. Народний депутат Верховної Ради Узбецької РСР 11—12-го скликань, депутат Олій Мажліса Узбекистану 1-го та 2-го скликань (1995—2001). Член ЦК КПРС у 1990—1991 роках.

## Життєпис
У 1959 році закінчив Томський політехнічний інститут.
У 1959—1963 роках — екскаваторник, гірничий майстер, прохідник, начальник рудника Навоїйського гірничо-металургійного комбінату Узбецької РСР.
Член КПРС з 1962 року.
У 1963—1966 роках — секретар партійного комітету площадки Учкудук, директор підприємства в Узбецькій РСР.
У 1966—1971 роках — 1-й секретар Навоїйського міського комітету КП Узбекистану.
У 1971—1973 роках — старший інженер, начальник рудника, начальник управління «Шахтобуд» Навоїйського гірничо-металургійного комбінату.
У 1973—1976 роках — 1-й секретар Заравшанського міського комітету КП Узбекистану.
У 1976—1983 роках — директор Центрального рудоуправління Навоїйського гірничо-металургійного комбінату.
У 1980 році закінчив Ташкентську вищу партійну школу.
У 1983—2001 роках — генеральний директор золотодобувного Алмалицького гірничо-металургійного комбінату імені Леніна Ташкентської області Узбецької РСР. У 2001 році виїхав із Республіки Узбекистан.
Помер 1 травня 2011 року.

## Нагороди і відзнаки
- орден Леніна
- орден Жовтневої Революції
- орден Дружби народів
- орден «Знак Пошани»
- медалі